# FIFA World Cup 2002
2002 FIFA World Cup este jocul oficial al Campionatului Mondial de Fotbal din 2002 publicat de  EA Sports. Este o combinație între FIFA 2002 și 2003. Jucătorii vedetă sunt marcați cu o steluță, iar șuturile mai puternice fac mingea să capete foc. Spre deosebire de celalte jocuri din seria FIFA, coloana sonoră este compusă de Orchestra Simfonică din Vancouver. 

## Echipe
Jocul include cele 32 de echipe calificate la turneul final și 9 echipe care nu s-au calificat.
Echipe calificate:
| - Argentina - Belgia - Brazilia - Camerun - China - Costa Rica - Croația - Danemarca - Ecuador - Anglia - Franța |  | - Germania - Italia - Japonia - Coreea de Sud - Mexic - Nigeria - Paraguay - Polonia - Portugalia - Republica Irlanda - Rusia |  | - Arabia Saudită - Senegal - Slovenia - Africa de Sud - Spania - Suedia - Tunisia - Turcia - Statele Unite ale Americii - Uruguay |  |

Echipe care nu s-au calificat:
- Australia
- Austria
- Cehia
- Finlanda
- Grecia
- Israel
- Norvegia
- Scoția
- Elveția

1. 1 2 3 4  redump.org